# Valle-d'Alesani
Valle-d'Alesani es una comuna y población de Francia, en la región de Córcega, departamento de Alta Córcega.
Su población en el censo de 1999 era de 124 habitantes, la mayor del cantón.